# Sándor Hódosi
Sándor Hódosi (Budapeste, 28 de abril de 1966) é um velocista húngaro na modalidade de canoagem.

## Carreira
Foi vencedor da medalha de ouro em K-4 1000 m em Seul 1988 com os seus colegas de equipa Zsolt Gyulay, Ferenc Csipes e Attila Ábrahám.